# Општина Манољаса (Ботошани)
Манољаса (рум. Manoleasa) општина је у Румунији у округу Ботошани.
Oпштина се налази на надморској висини од 120 m.